# Calaceite
Calaceite è un comune spagnolo di 1 131 abitanti situato nella comunità autonoma dell'Aragona. Fa parte di una subregione aragonese denominata Frangia d'Aragona. Lingua d'uso, è, da sempre, una variante del catalano occidentale.
L'abitato si sviluppò in epoca islamica. Dopo la riconquista (XII secolo) e fino al 1359, appartenne al Vescovato di Tortosa. Questo periodo della storia del paese marcherà profondamente e per sempre la lingua e la cultura dei suoi abitanti. Ancor oggi Calaceite fa parte dell'area linguistica catalano-occidentale e la lingua catalana è protetta da una legislazione regionale molto avanzata in materia. Fra gli edifici più rappresentativi del paese va segnalata la bella Iglesia de la Asunción in stile barocco (XVI secolo). Anche il Palazzo municipale ha connotazioni tipicamente barocche.

## Altri progetti

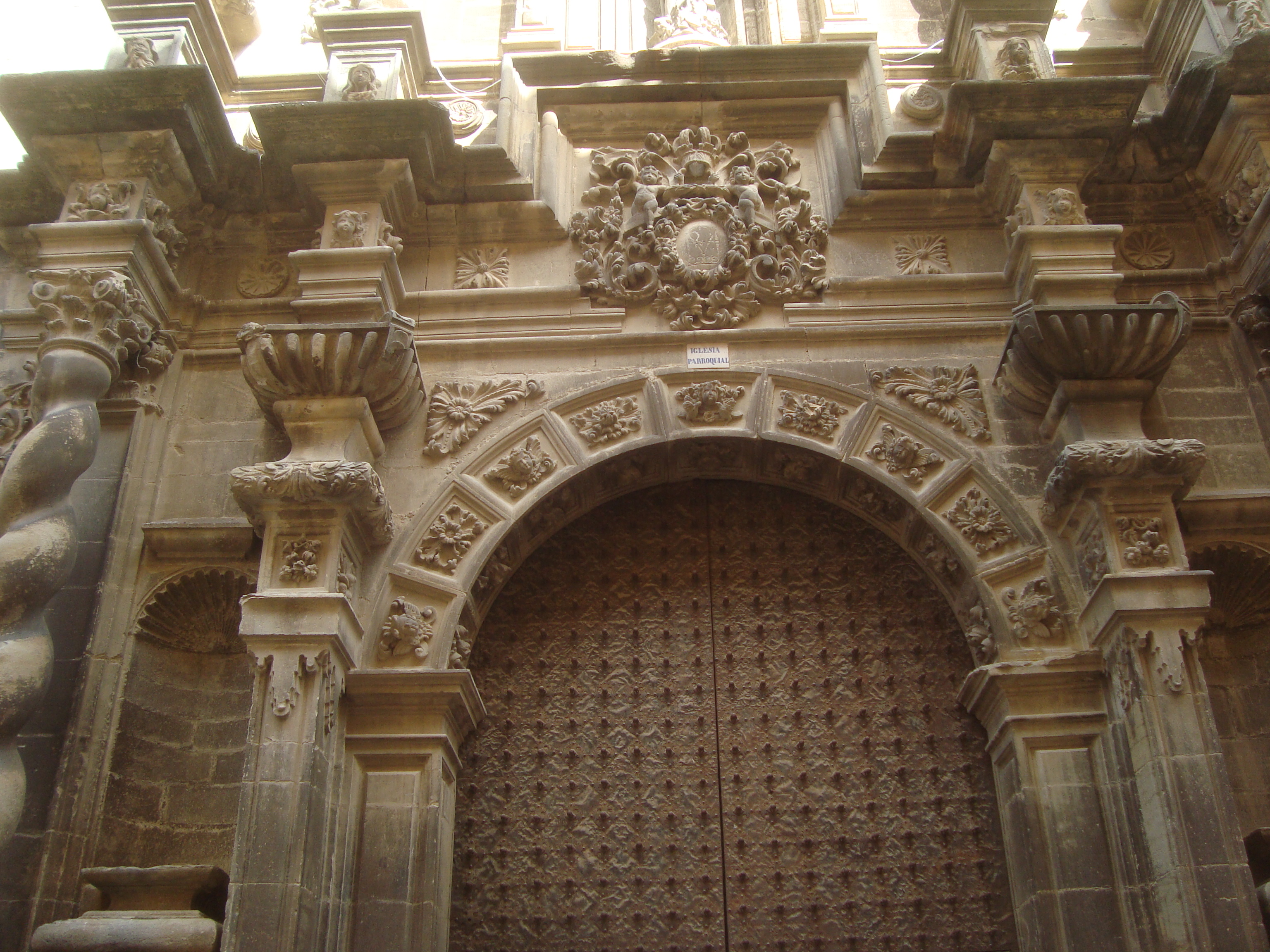
Chiesa Parrocchiale dell'Assunzione di Calaceite (Teruel).